# 根知駅
根知駅（ねちえき）は、新潟県糸魚川市大字根小屋字松川道外にある、西日本旅客鉄道（JR西日本）大糸線の駅である。

## 歴史
- 1934年（昭和9年）11月14日：国有鉄道大糸北線として、当駅 - 糸魚川間開通と同時に終着駅として開業し、旅客及び貨物取扱を開始する[1][2]。
- 1935年（昭和10年）12月24日：大糸北線が小滝駅まで延伸し、途中駅となる[4]。
- 1957年（昭和32年）8月15日：線路名称が改定される[4]。大糸北線が大糸線の一部となり、当駅もその所属となる[4]。
- 1972年（昭和47年）10月2日：貨物取扱を廃止する[1]。
- 1984年（昭和59年）2月1日：チッキ取扱を廃止する[1]。
- 1985年（昭和60年）4月1日：無人駅となる[3]。
- 1987年（昭和62年）4月1日：国鉄分割民営化により、西日本旅客鉄道（JR西日本）の駅となる[1]。
- 2014年（平成26年）
  - 11月22日：長野県神城断層地震による信濃大町駅 - 糸魚川駅間不通により営業休止。
  - 11月23日：平岩駅 - 糸魚川駅間復旧により営業再開。

## 駅構造

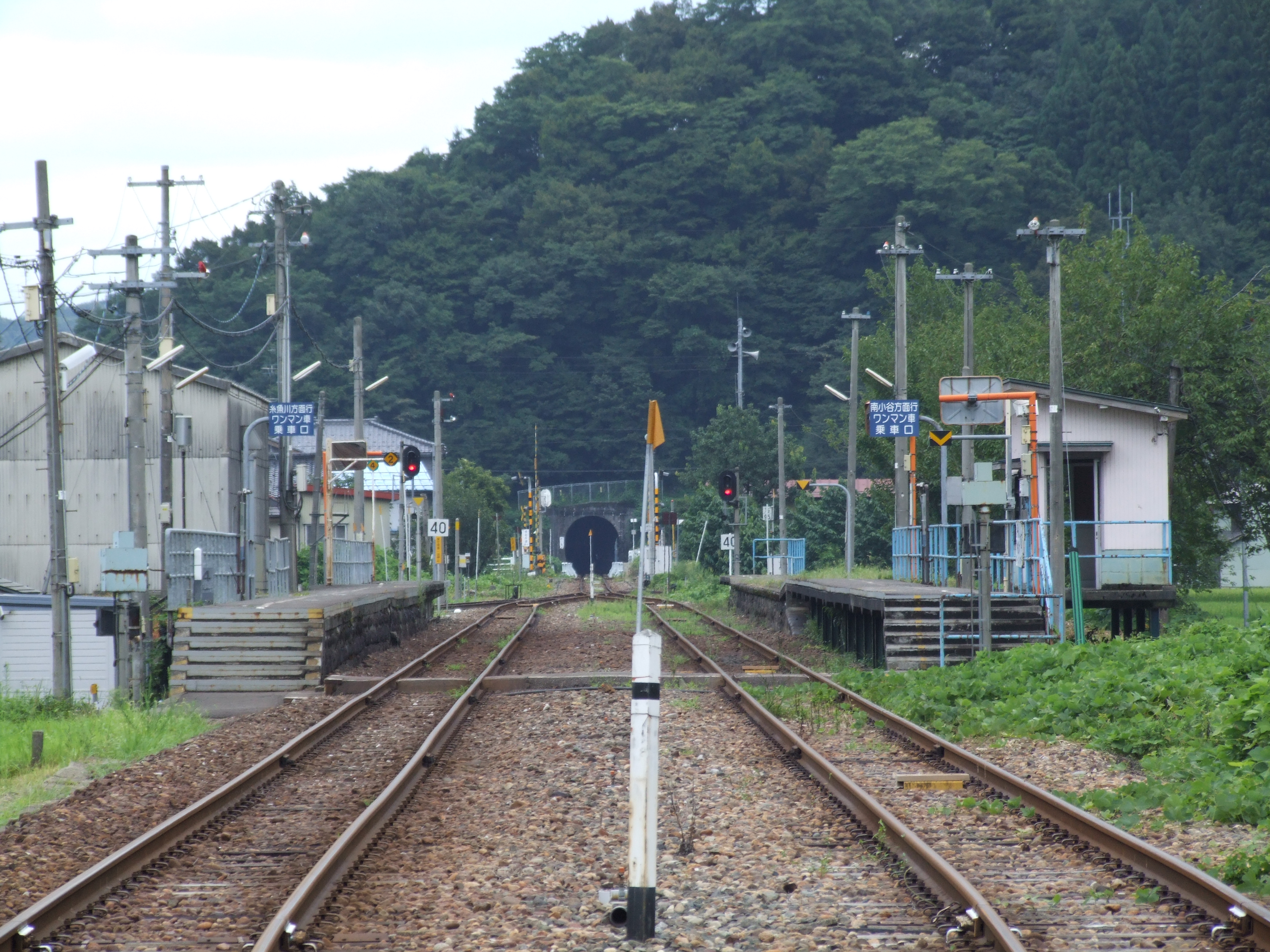
構内（2009年5月）

相対式2面2線のホームを有する地上駅である。また、大糸線のJR西日本側では唯一列車交換が可能となっている。
北陸広域鉄道部管理の無人駅となっている。自動券売機は設置されていない。
駅舎は下りホーム側にあり、互いのホームは南小谷方の構内踏切で連絡している。また、上りホームには待合室が設置されている。

### のりば
| のりば | 路線    | 方向 | 行先             |
| ------ | ------- | ---- | ---------------- |
| 駅舎側 | ■大糸線 | 下り | 糸魚川方面       |
| 反対側 | ■大糸線 | 上り | 平岩・南小谷方面 |

※案内上ののりば番号は設定されていない

## 利用状況
近年の1日平均乗車人員は以下の通りである。
| 年度   | 1日平均 乗車人員 |
| ------ | ---------------- |
| 2004年 | 9                |
| 2005年 | 13               |
| 2006年 | 10               |
| 2007年 | 11               |
| 2008年 | 8                |
| 2009年 | 6                |
| 2010年 | 8                |
| 2011年 | 9                |
| 2012年 | 13               |
| 2013年 | 14               |
| 2014年 | 11               |
| 2015年 | 11               |
| 2016年 | 6                |
| 2017年 | 5                |
| 2018年 | 4                |
| 2019年 | 3                |
| 2020年 | 1                |
| 2021年 | 4                |
| 2022年 | 4                |

## 駅周辺
姫川の支流である根知川沿いの根知谷と呼ばれる地域の入り口に当たる。
- 渡辺酒造店 - 日本酒「根知男山」蔵元
- フォッサマグナパーク[6]
- 根知城跡
  - 根小屋口
- 糸魚川シーサイドバレースキー場
- 塩の道資料館[10]
- 塩の道温泉
- 雨飾山麓しろ池の森
- 雨飾山・雨飾温泉
- 勝蓮寺
- 安福寺
- 下根知農村公園
- 飯縄神社
- 糸魚川市立 根知小学校
- 姫川
- 根知川
- 国道148号
- 新潟県道225号川尻小谷糸魚川線

### バス路線
糸魚川バスの「根知駅前」停留所が駅舎前の位置にある。
- 糸魚川バス・別所線
  - 別所 / 山口（雨飾温泉最寄停留所）方面
  - 頸城大野駅 / 糸魚川駅 / 糸魚川総合病院方面

## 隣の駅
西日本旅客鉄道（JR西日本）
■大糸線
小滝駅 - 根知駅 - 頸城大野駅